# Tzigane (Ravel)
Pour les articles homonymes, voir Tzigane (homonymie).

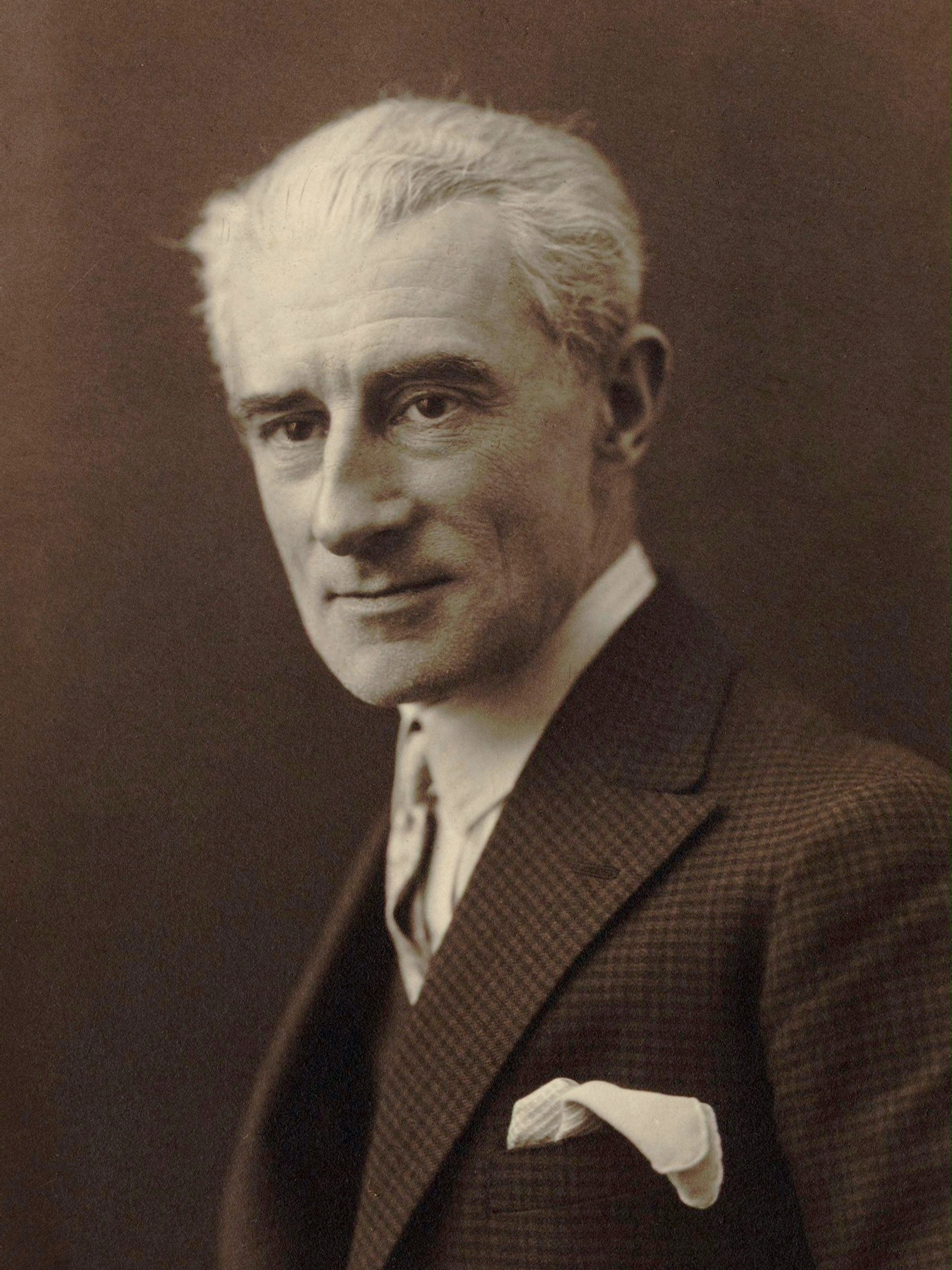
Maurice Ravel en 1925.

Tzigane est une rhapsodie de concert pour violon et orchestre (comportant un seul mouvement) composée par Maurice Ravel en 1924.
L'œuvre porte la référence M.76, dans le catalogue des œuvres du compositeur établi par le musicologue Marcel Marnat. Son exécution dure environ dix minutes.

## Liminaire
« Morceau de virtuosité dans le goût d'une rhapsodie hongroise » (Ravel, [1938]).
Extrêmement ardue, l'œuvre fait partie des pièces du répertoire violonistique qui demandent le plus de virtuosité.

## L'œuvre
C'est après avoir entendu à Londres en 1922 la violoniste hongroise Jelly d'Arányi, (petite nièce de Joseph Joachim) et Béla Bartók créer la sonate pour violon et piano no 1 du compositeur hongrois que Ravel décida de composer Tzigane pour la violoniste.
La création eut lieu au Aeolian Hall à Londres le 26 avril 1924 par la dédicataire et par Henri Gil-Marchex au piano. La première audition espagnole eut lieu le 18 mai 1924 à Barcelone par Marius Casadesus et par l'auteur en personne. La première audition française eut lieu le 15 octobre 1924 à Paris (Salle Gaveau) par Samuel Dushkin et Beveridge Webster (luthéal).
La création de la version orchestrale eut lieu le 19 octobre 1924 à Amsterdam, par Samuel Dushkin et l’orchestre du Concertgebouw d’Amsterdam sous la direction de Pierre Monteux. La première parisienne de cette version eut lieu le 30 novembre 1924 à Paris, par Jelly d'Arányi et l' Orchestre Colonne sous la direction de Gabriel Pierné.
La première partie, pour violon seul, est conçue dans le style d'une improvisation sur des thèmes tziganes chers au compositeur.
L'œuvre comporte un seul mouvement et son exécution dure environ dix minutes.

## Réductions
Le compositeur en écrivit deux réductions, l'une pour violon et piano qui est aujourd'hui la plus jouée, l'autre pour violon et luthéal.

## Le luthéal
Le luthéal est un dispositif mécanique inventé par le Belge Georges Cloetens placé dans le piano et permettant la modification de son timbre. Il a été utilisé par Ravel dans cette œuvre, mais aussi dans L'Enfant et les Sortilèges. L'instrument original a disparu mais un exemplaire a été retrouvé et est conservé au musée des Instruments de musique de Bruxelles.

## Discographie
- Henryk Szeryng (violon), Orchestre national de l'Opéra de Monte-Carlo dir. Édouard van Remoortel (avec la Symphonie espagnole d'Édouard Lalo) - Philips 6500 195, 1970
- Dans un caractère populaire (avec la Suite sur des airs populaires grecs de Maurice Emmanuel, la Sonate pour violon et piano no 3 et les Impressions d'enfance de Georges Enesco) — interprétés par Patrick Bismuth (violon) et Anne Gaels (piano) — Harmonia Mundi HM 76X2, 2001